# Theodor Eduard Burscher
Theodor Eduard Burscher, znany także jako Theodor Konrad Burscher (ur. 1818, zm. 9 maja 1877) – pruski polityk, nadburmistrz Elbląga w latach 1853–1868 i nadburmistrz Szczecina w latach 1868–1877.

## Życiorys
Burscher urodził się w 1818 roku, w Chociebużu, w Królestwie Prus. Był synem Gottlieba Burschera i Caroline Burscher (z domu Selling), i był wiary protestanckiej. Ożenił się z Ernestine Friederike Natalie Thusnelde Adelheid Burscher (z domu Belian). Razem mieli córkę o imieniu Elise Caroline Laura Adelheid Burscher, która urodziła się 9 października 1856, w Tracku, w Królestwie Prus (obecnie część Olsztyna).
W 1853 roku został nadburmistrzem Elbląga w Królestwie Prus. Jego roczna wypłata wynosiła 2000 reichstalarów. W 1868 zrezygnował ze stanowiska, aby zostać nadburmistrzem Szczecina w Królestwie Prus. Zmarł podczas swojej kadencji, w dniu 9 maja 1877 roku, około godziny 10:30 czasu lokalnego, w Ratuszu Staromiejskim w Szczecinie.